# Buchau (Pegnitz)
Buchau is een dorpsgemeenschap die valt onder de stad Pegnitz in de Zuid-Duitse deelstaat Beieren. 

Het dorpje ligt circa 3 km ten noorden van Pegnitz. Op 1 juli 1972 verloor Buchau zijn status als zelfstandige gemeente.
Buchau grenst aan de oostelijke rand van de Fränkische Schweiz en wordt in tweeën gesplitst door de B2/B85 en het riviertje de Fichtenohe.

Het grootste, westelijke deel ligt rond het dal van de Buchauer Bach en is grotendeels gebouwd tegen de zuidhelling van de Hoher Rain (490 m).

Het oostelijk deel is gebouwd op de zogenaamde Kappelberg: de noordwestelijke flank van de Zipser Berg (547 m). Hier staat ook de evangelische kerk van Buchau, de St. Matthias und Anna Kirche.
Regionale bekendheid geniet het dorpje door het Buchauer houtovenbrood (Holzofenbrot), dat wordt gebakken in het gehucht Lehm, direct ten noorden van Buchau.

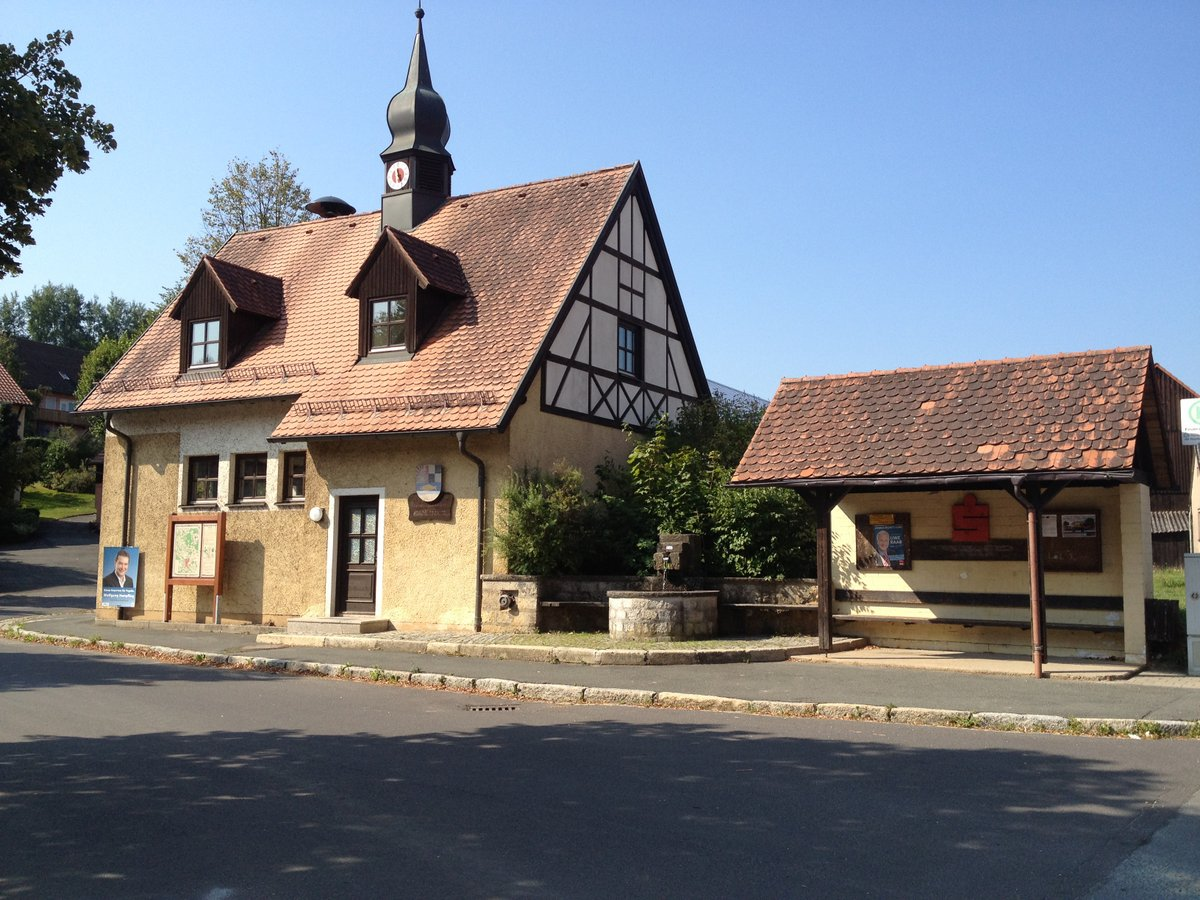
Brandweerhuis Buchau
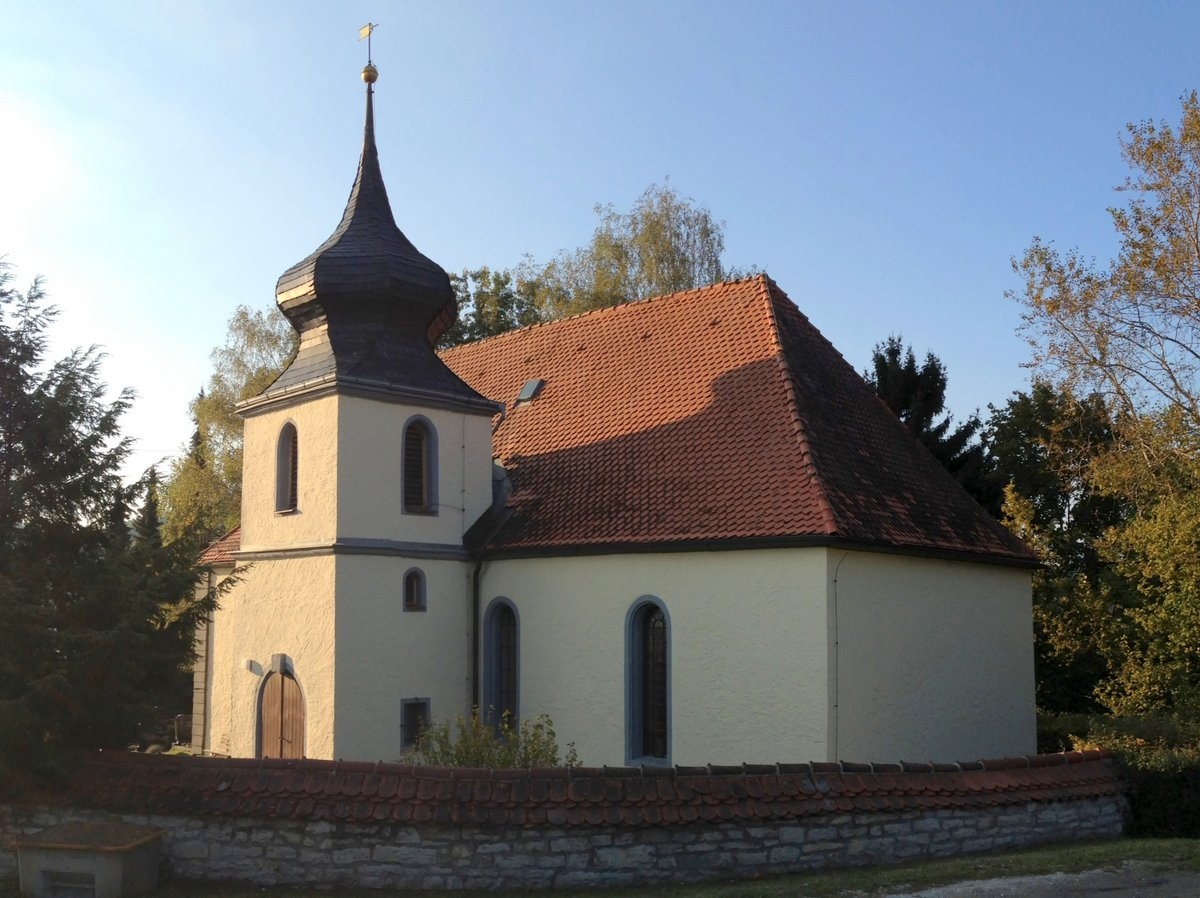
St. Matthias & Anna Kirche
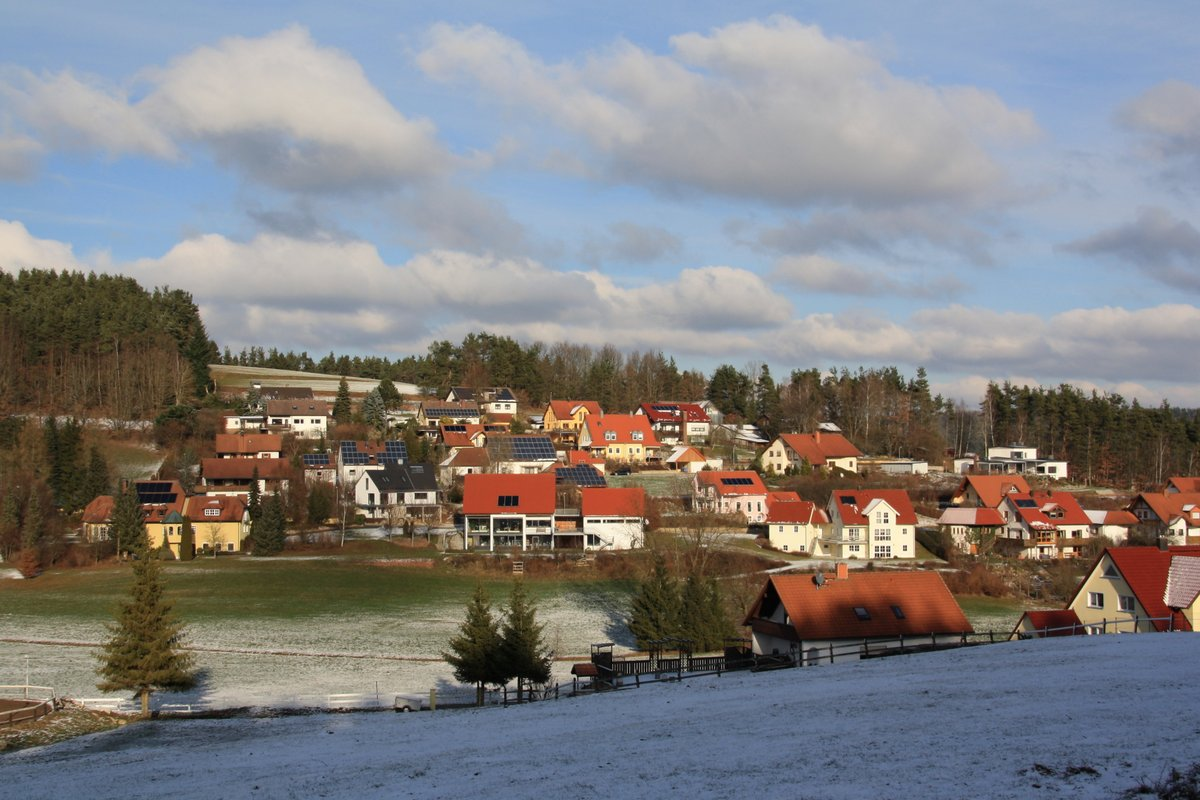
Buchau - Hoher Rain
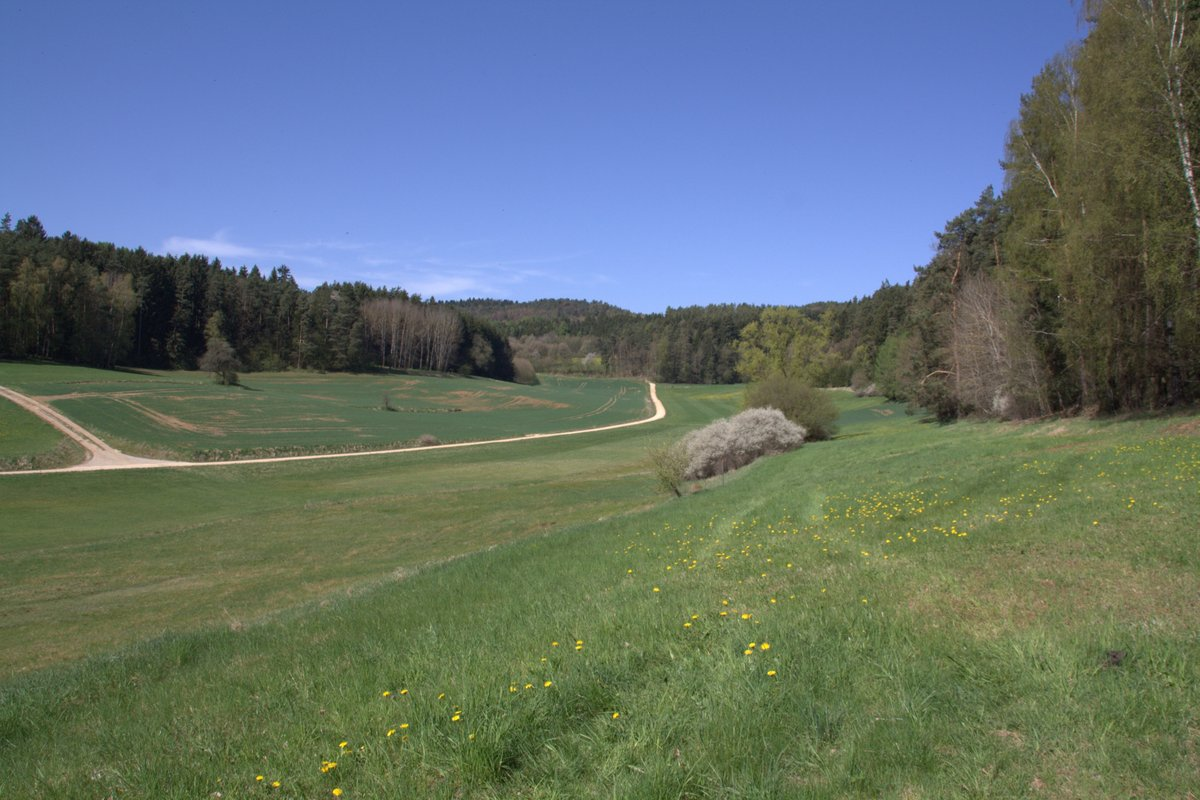
Buchauer Bachtal